# Pirapora do Bom Jesus
23°23′50″N 47°00′10″T / 23,39722°N 47,00278°T
Pirapora do Bom Jesus là một đô thị tại bang São Paulo, Brasil. Đô thị này có diện tích 108 km², dân số năm 2003 là 13.762 người, mật độ dân số 127,43 người/km². Đây là một đô thị thành phần của vùng đô thị São Paulo. Khí hậu ở đây bán nhiệt đới. Theo thống kê năm 2000, đô thị này có 12.395 dan (12.388 sống ở đô thị, 7 người sống ở nông thôn, nam giới 6210 người và nữ giới 6185 người) chỉ số phát triển con người là 0,767, tỷ lệ biết đọc biết viết là 89,65%. Tên gọi đô thị này có nguồn gốc từ tiếng Tupi

## Các đô thị giáp ranh
Đô thị này giáp các đô thị sau:
|                   | Bắc: Cabreúva và Jundiaí |               |
| Tây: Araçariguama | Pirapora do Bom Jesus    | Đông: Cajamar |
|                   | Nam: Santana de Parnaíba |               |